# Llista de cantants masculins de jazz
La llista de cantants masculins de jazz inclou, essencialment, persones de nacionalitat estatunidenca.
| Índex A B C D E F G H I J K L M N O P Q R S T U V W X Y Z |

## A
- Mose Allison
- Ernie Andrews
- Louis Armstrong

## B
- Chet Baker
- Tony Bennett
- George Benson
- Andy Bey
- Richard B. Boone
- Oscar Brown Jr.
- Ray Brown Jr.
- Chick Bullock
- Michael Bublé

## C
- Bobby Caldwell
- Cab Calloway
- Hoagy Carmichael
- Ray Charles
- Doc Cheatham
- Freddy Cole
- Nat King Cole
- Earl Coleman
- Harry Connick Jr.
- Bing Crosby
- Bob Crosby
- Jamie Cullum

## D
- Olu Dara
- Sammy Davis Jr.
- Fats Domino
- Bob Dorough
- Matt Dusk

## E
- Billy Eckstine
- Roy Eldridge
- Kurt Elling
- Don Elliott

## F
- Michael Feinstein
- Bob Flanigan
- Herb Flemming

## G
- Slim Gaillard
- Giacomo Gates
- Dizzy Gillespie
- Babs Gonzales

## H
- Lionel Hampton
- Wynonie Harris
- Jimmy Harrison
- Joel Harrison
- Johnny Hartman
- Nathan Hartono
- Tim Hauser
- Bill Henderson
- Jon Hendricks
- Woody Herman
- Al Hibbler
- Bob Hope

## J
- José James
- Al Jarreau
- Eddie Jefferson
- Herb Jeffries
- Al Jolson
- Jack Jones
- Jonah Jones
- Vince Jones
- Louis Jordan
- Per Jørgensen
- Ronny Jordan

## L
- Frankie Laine
- Dave Lambert
- Nick Lucas
- Jon Lucien

## M
- Bobby McFerrin
- Red McKenzie
- Jay McShann
- Kevin Mahogany
- George Melly
- Mark Murphy

## N
- Ray Nance
- Big Nick Nicholas

## O
- Kid Ory

## P
- Hot Lips Page
- Jackie Paris
- Sonny Parker
- John Pizzarelli
- King Pleasure
- Gregory Porter
- Louis Prima
- Jeanfrançois Prins
- Arthur Prysock

## R
- Lou Rawls
- Don Redman
- Kenny Rankin
- Bill Robinson
- Jamison Ross
- Dennis Rowland
- Jimmy Rushing

## S
- Jimmy Scott
- Gil Scott-Heron
- Ben Sidran
- Frank Sinatra
- Jimmy Smith
- Stuff Smith
- Buddy Stewart
- Curtis Stigers
- Bob Stoloff
- Norbert Susemihl

## T
- Grady Tate
- Freddy Taylor
- Jack Teagarden
- Leon Thomas
- Mel Tormé
- Steve Tyrell

## V
- Rudy Vallee

## W
- J.D. Walter
- Cleveland Watkiss
- Monty Waters
- Leo Watson
- Dave Wilborn
- Cootie Williams
- Joe Williams
- Joe Lee Wilson
- Kalil Wilson

## Y
- Lee Young
- Trummy Young